# 巴约讷犹太会堂

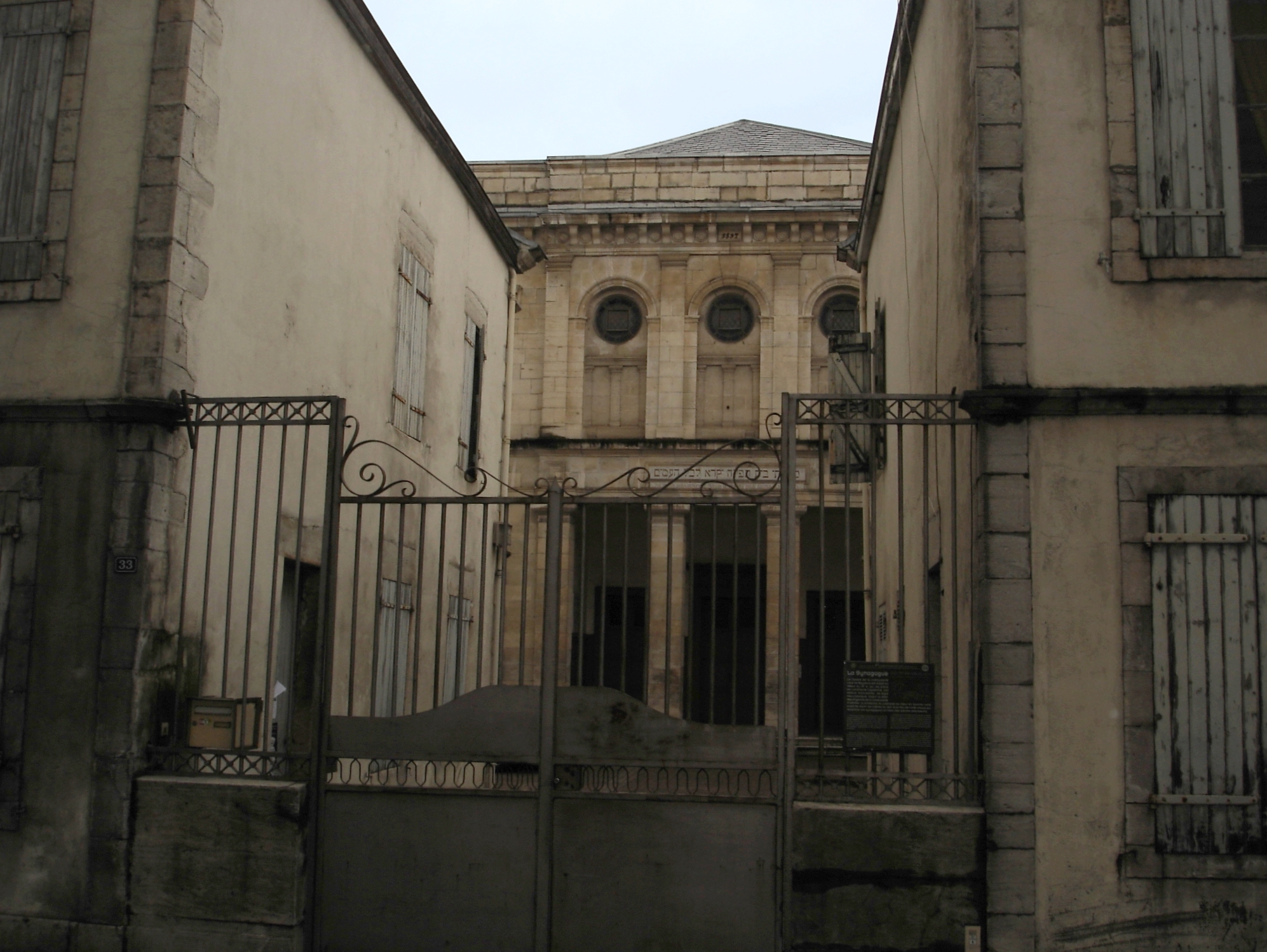

巴约讷犹太会堂（法語：Synagogue de Bayonne） 是一座犹太会堂，建于1836-1837年，位于法国西南部新阿基坦大区大西洋比利牛斯省（北巴斯克）巴约讷北部圣神区（quartier Saint-Esprit）的莫贝克街（rue Maubec）35号，火车站旁。现在的建筑建于1837年，以取代了之前在法国大革命期间被拆除的17世纪建筑。这是一座新古典主义建筑，巴西利卡平面。1995年9月26日列入法国历史遗迹名录。

## 参考

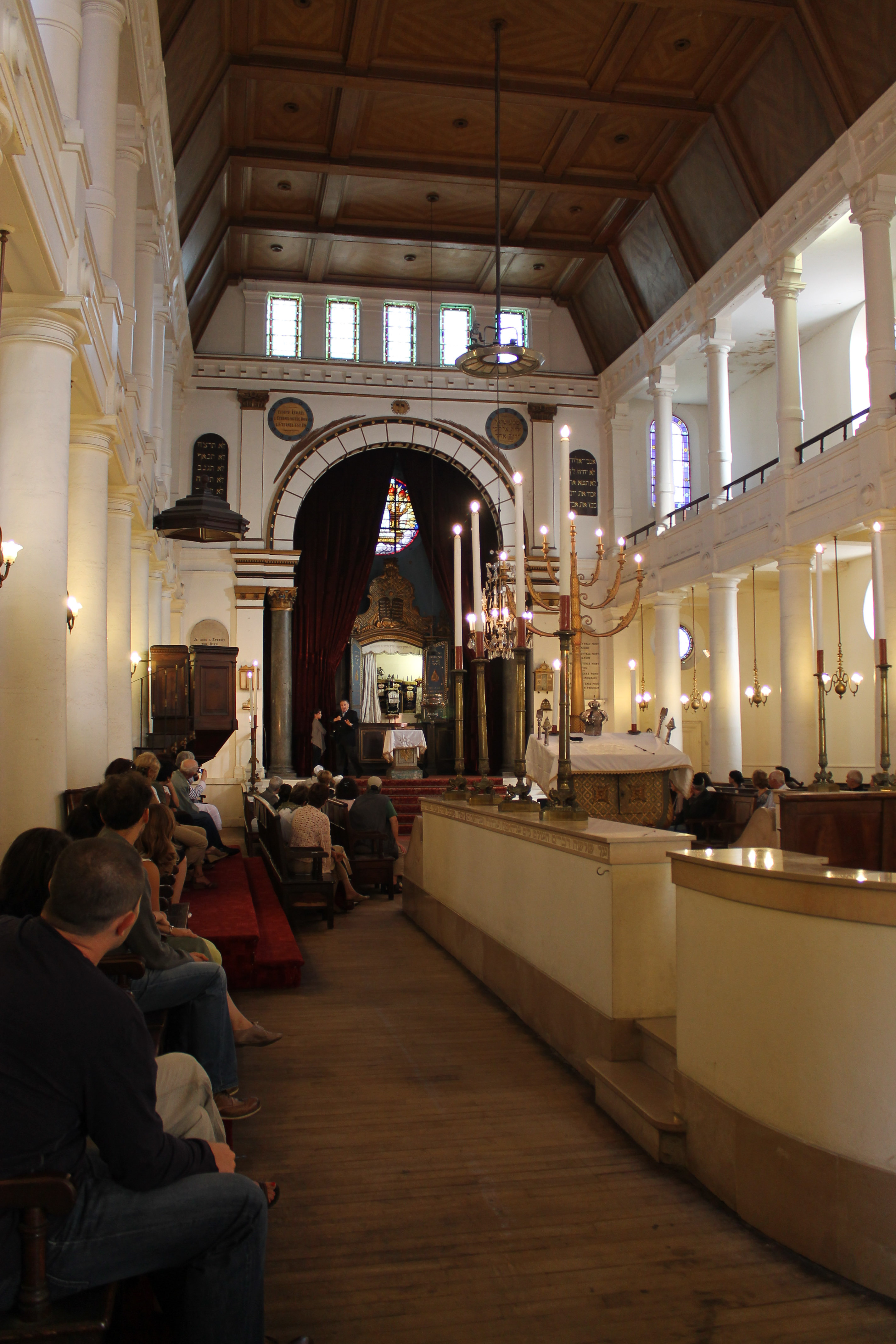
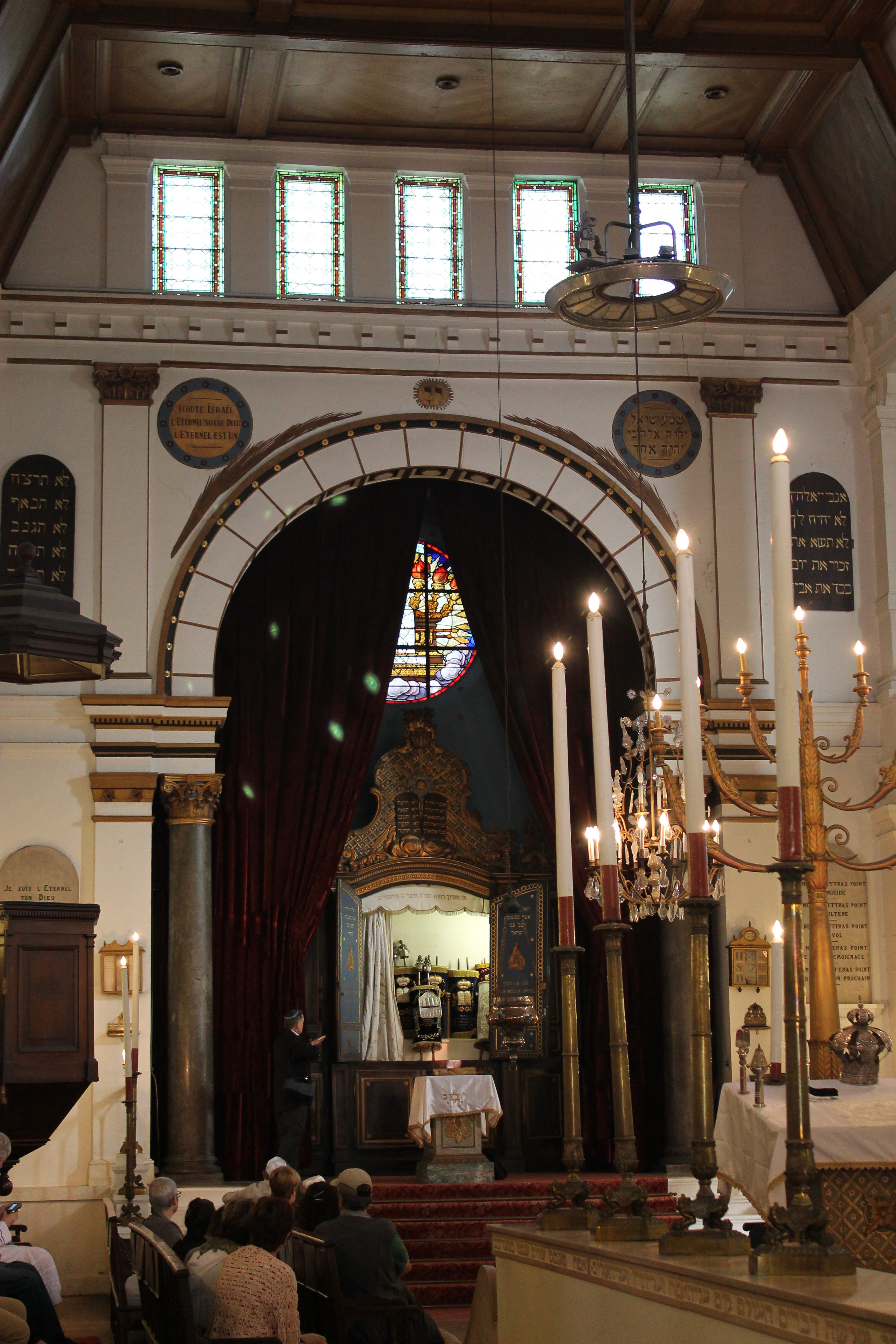
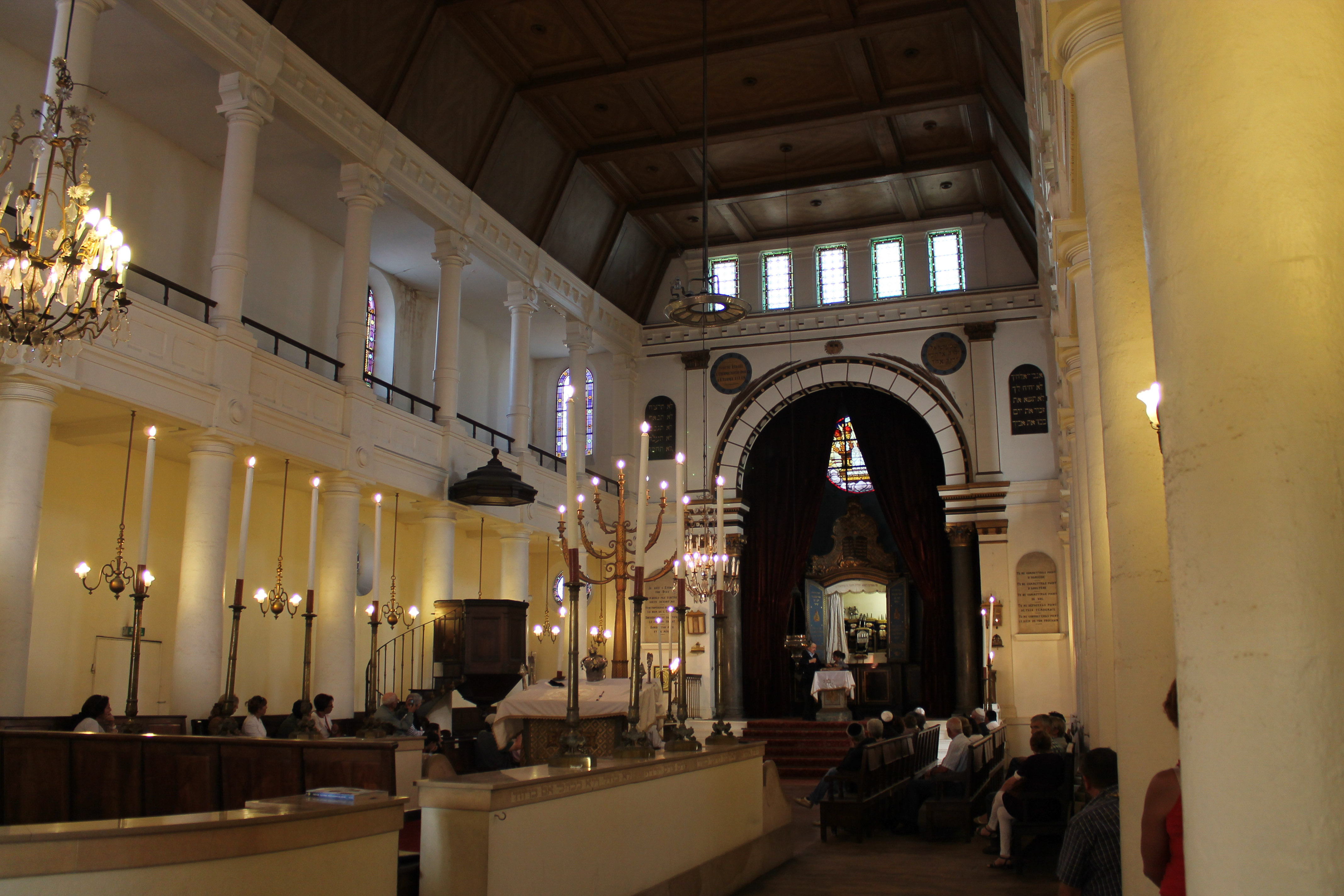